# 袁崇煥紀念公園

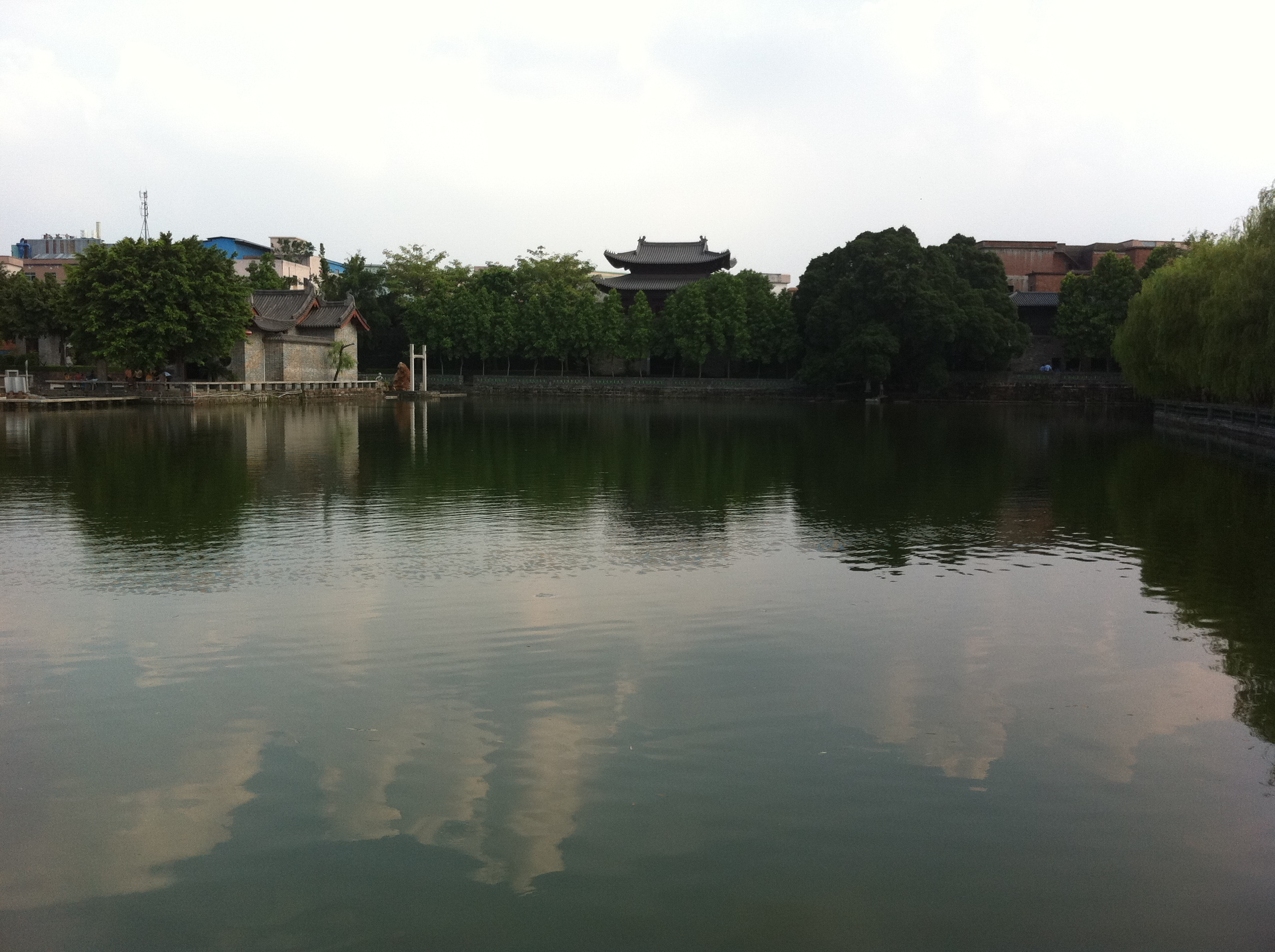
公園人工湖

2010年7月，袁崇煥雕像基座上的銘牌「掉哪媽！頂硬上！」的袁氏金句，因被指粗口而被當地政府鑿去，事件引起廣州市輿論和民眾強烈不滿，最終導致廣州市民組織捍衛粵語行動

袁崇煥紀念公園是一個依明朝名將袁崇煥故居重建而成的公園，位於東莞石碣鎮水南村。

## 历史
公園於2003年開始逐步對外開放，內里有袁祟煥故居、衣冠塚及袁督師祠等。公園於2010年時因廣州撐粵語行動受到中國廣大網民所注視，因為有網民發現園內袁崇煥雕像的基座上「掉哪媽！頂硬上！」六字被官方鑿去，引起廣州市輿論和民眾強烈不滿，最终导致廣州市民组织捍衛粵語行動。